# دهستان حسین‌آباد (انار)
دهستان حسین‌آباد، یکی از دهستان‌های بخش مرکزی شهرستان انار در استان کرمان ایران است.

## جمعیت
براساس سرشماری مرکز آمار ایران در سال ۱۳۸۵، جمعیت آن ۶،۳۹۴ نفر (۱۵۶۱ خانوار) بوده‌است.